# جراحة تثبيت المشاشة
جراحة تثبيت المشاشة (بالإنجليزية: Epiphysiodesis)‏ هي عملية جراحية للأطفال حيث يتم دمج الصفحية المشاشية بالعظم إما بشكل مؤقت أو دائم لتأخير نمو العظم الطويل. ويطلق عليها أيضا عملية تعديل مراكز النمو (أو تعديل سرعات النمو)
وغالبًا ما يستخدم هذا الإجراء (حسب علم التشكل) لإبطاء أو إيقاف نمو الساق الطبيعية للسماح للساق الأقصر أن تنمو بطول مطابق للساق الأطول.

## قيود العملية
يجب تنفيذ هذا الإجراء للمريض لمدة مناسبة خلال مرحلة نمو المراهقة بحيث تكون أطرافه شبه متساوية في الطول بنهاية نمو الهيكل العظمي.
سوء التوقيت يمكن أن يؤدي إلى عدم تطابق الطول، مما يؤدي إلى نتائج سيئة ومرضية كبيرة للمريض.